# Pop'n'Gum
Albums de Superbus
Aéromusical
(2002) Wow
(2006)
Singles
1. Sunshine
Sortie : 1er mai 2004
2. Radio Song
Sortie : 1er novembre 2004
3. Pop'n'Gum
Sortie : 1er mars 2005
4. Little Hily
Sortie : 1er septembre 2005

Pop'n'Gum est le deuxième album du groupe français Superbus. Il est sorti le 1er juin 2004 et a été réédité le 14 mars 2005.
Les morceaux Sunshine, Radio Song, Pop'n'Gum et Little Hily en sont les quatre singles. L'album s'est vendu à 110 000 exemplaires, s'est classé à la 26e place des charts français et a été certifié disque d'or.

## Historique de l'album

### Genèse et thèmes
Après une tournée comprenant une centaine de dates, le groupe se remet à composer dans le but de produire un deuxième album. Dès la fin de la tournée Aéromusical, à l'été 2003, quelques nouveaux morceaux se font entendre. Les titres C'est pas comme ça et Des hauts, Des bas sont ainsi joués au Bataclan (le 4 juin 2003) ou encore au festival Solidays de la même année.
Le disque traite de thèmes comme l'ennui dans Petit Détail ou Des hauts, des bas, de sexe dans Taboo et Sex Baby Sex, d'amour à distance dans Sunshine ou de disputes conjugales et de ruptures dans C'est pas comme ça, Tu Respires et Beggin' me to stay. Radio Song peut être considérée comme une autobiographie de Jennifer.

### Enregistrement et première sortie
Le groupe investit le studio ICP de Bruxelles à la fin du mois de janvier 2004. David Salsedo est toujours présent à la réalisation, et ils s'entourent également de Djoum, ingénieur du son. L'album est dans la droite ligne musicale du précédent, avec toutefois des tournures plus pop, teintée de surf music. En effet deux morceaux sont intégralement joués sans guitare saturée : Sunshine et Little Hily.
L'album sort le 1er juin 2004 dans 2 éditions différentes : une édition simple (CD) et une édition collector (CD + DVD). Le DVD inclus dans l'édition collector est un reportage de 26 minutes réalisé par Vanessa Filho retraçant l'enregistrement de l'album, ainsi que sa genèse (notamment des images du festival Solidays de 2003) et des interviews du groupe.

### Réédition
L'album bénéficie d'une réédition le 14 mars 2005, soit neuf mois après la sortie de l'album. Il comprend cinq titres supplémentaires, et l'emballage graphique est totalement revisité. En effet Jennifer Ayache déclarera que la première pochette ne plaisait pas au groupe, ayant été réalisé avant même l'enregistrement de l'album. L'influence graphique de la pochette de la réédition est à chercher dans l'univers des pin-ups, des années 1950. Les titres bonus présent sur cette version sont classés en trois catégories :
- Les SuperBonus Inédits : Monday to Sunday (single paru entre Aéromusical et Pop'n'Gum, pour la promotion du film RRRrrrr!!! pour lequel la chanson a été écrite) et Boys Don't Cry (reprise de The Cure, jouée en concert).
- Les SuperSuperBonus acoustiques : une version acoustique de Radio Song (souvent jouée comme telle en promo radio et télé) et de Girl (joué dans cette version en concert).
- Le SuperSuperBonus Acoustique Inédit : Shake, titre dont le texte est signé Stephen Munson, manager du groupe, la musique étant composée par les membres du groupe.

## Singles
Sunshine est le premier single à être en promo radio playlisté dès le mois de mai 2004. Il bénéficie d'un clip réalisé par Yannis Mangematin, et diffusé dès juillet 2004. Le titre n'a pas été édité en single commercial.
Il est suivi en novembre 2004 par Radio Song, un des singles les plus populaires du groupe. Il bénéficie également d'un clip réalisé par le collectif No Brain, mais pas de version commerciale. Plus tard, le titre rejoint la liste des titres de deux jeux vidéo : Singstar Rocks! en 2006 mais aussi et surtout Guitar Hero 3: Legends of Rock en 2007, qui permet au groupe de se faire connaître à l'international.
Pour accompagner la sortie de la réédition, un troisième single fait son apparition au mois de mars 2005 : Pop'n'Gum. Son clip réalisé par Julien Trousselier met en scène des personnages appelés Zgoony dans un monde fantastique. Les images du clip serviront, au même titre que la chanson, de publicité a la marque Malabar. Le single est sorti dans le commerce le 18 juillet 2005.
Enfin en septembre 2005, le quatrième single extrait de l'album est Little Hily, qui ne fait l'objet ni de clip ni de sortie commerciale.

## Pistes de l'album
Toutes les chansons sont écrites et composées par Jennifer Ayache sauf indications supplémentaires.
| 1.  | Radio Song         |                                           | 2:22 |
| 2.  | Pop'n'Gum          |                                           | 2:13 |
| 3.  | Des hauts, des bas |                                           | 2:22 |
| 4.  | Sunshine           | Ayache & Focone                           | 3:23 |
| 5.  | C'est pas comme ça |                                           | 2:32 |
| 6.  | Little Hily        |                                           | 3:03 |
| 7.  | Petit détail       |                                           | 3:02 |
| 8.  | Sex baby sex       | Ayache, Focone, Giovannetti, Even & Rousé | 2:40 |
| 9.  | Beggin' me to stay | Ayache & Focone                           | 2:17 |
| 10. | Tu respires        |                                           | 3:45 |
| 11. | Taboo              |                                           | 2:45 |
| 12. | Girl               |                                           | 3:07 |

Suppléments de la réédition
| 13. | Monday to Sunday | Ayache & Focone           | 2:24 |
| 14. | Boys Don't Cry   | Dempsey, Smith & Tolhurst | 2:44 |

| 15. | Girl       | 3:09 |
| 16. | Radio Song | 2:23 |

| 17. | Shake | Stephen Munson, Ayache, Focone, Giovannetti, Even & Rousé | 2:32 |

## Utilisation des morceaux
- Radio Song est inclus dans le jeu vidéo Singstar Rocks, sorti en 2006, et dans Guitar Hero 3: Legends of Rock sorti en 2007[1]
- Pop'n'Gum est utilisé dans une publicité pour les chewing-gums Malabar en 2005.